# Eupithecia clavifera
Eupithecia clavifera es una especie de polilla de la familia Geometridae. La especie fue descrita por primera vez por Hiroshi Inoue habiendo sido descrita en 1955, con distribución en Asia. El sintipo de la especie fue descrita en los alrededores del monte Tanzawa, en el sector Fudakake de la Prefectura de Kanagawa.

## Distribución
E. clavifera se encuentra distribuida en Rusia (descritas en el sur de Primorje), China (específicamente descritas en las provincias de Gansu, Shaanxi y la República de China), Japón (confirmados en las islas de Hokkaido, Honshu, Sado, la Región de Shikoku, Kyūshū y Tsushima) y Corea. Se han descrito a nivel del mar hasta una altitud de 2600 metros (8530,2 pies).

## Descripción
Es una polilla pequeña con una envergadura de las alas de unos 15 a 19 milímetros (0,6 a 0,7 plg). Los adultos vuelan de marzo a mayo en una generación por año. Su ala anterior es notoria por ser angosta y elongada con su ápice en punta más o menos roma. El ala anterior es de color tierra: marrón a gris oscuro. Las alas posteriores son más pálidas que las anteriores. El punto discal es relativamente pequeño en comparación con otras especies asiáticas. Igual con sus líneas transversales, que suelen ser poco notorias. Tiene gran similitud morfológica con otra especie asiática, E. proterva.: Notas 1 
Las larvas se alimentan de Cornus controversa y Quercus glauca.